# Sufet
Sufet nebo šofet (množné číslo sufetim nebo šofetim; hebrejsky שׁוֹפֵט‎ šōfēṭ, fénicky 𐤔𐤐𐤈 šōfēṭ, punsky 𐤔𐤐𐤈 šūfeṭ, ugaritsky 𐎘𐎔𐎉 ṯāpiṭ) byl v některých starověkých, semitskými jazyky mluvících kulturách a souvisejících historických oblastech vůdce společenství ve významném občanském postavení, často fungující jako hlavní soudce s pravomocemi zhruba srovnatelnýmí s římským konzulem.

## Etymologie
V hebrejštině a několika dalších semitských jazycích znamená šofet doslova „soudce“ a vychází ze semitského kořene Š-P-Ṭ, „vynést soud“. Příbuzné tituly existují i v jiných semitských kulturách, zejména ve Fénicii.

## Šofetové u Hebrejců
V hebrejské bibli vystupují šofetim jako kmenoví náčelníci, kteří sjednotili různé izraelské kmeny v době jejich společného ohrožení, aby porazili cizí nepřátele.

## Šofetové u Féničanů
V různých nezávislých fénických městských státech na pobřeží dnešního Libanonu a západní Sýrie, ve fénických koloniích ve Středozemním moři i v samotném Kartágu byl šofet nekrálovským soudcem, kterému byla udělena kontrola nad městský státem, v některých rysech podobná římskému konzulátu; například oba úřady měly jednoroční funkční období které zastávala dvojice úředníků.
Funkce šofeta jako diplomatického zástupce kolektivního občanstva je doložena nápisem, který nechal vytvořit šofet Diomitos v Sidonu koncem třetího století před naším letopočtem. Chlubí se v něm svým vítězstvím v závodě vozů na nemejských hrách v Řecku, čímž si udržoval politickou přízeň jako „první z občanů“, který to dokázal.

## Sufetové v Kartágu
V době punských válek vládla starověkému Kartágu dvojice každoročně volených sufetů. V Liviově líčení punských válek je zachycen seznam procedurálních povinností kartaginských sufetů, včetně svolávání a předsednictví senátu, předkládání obchodních smluv lidovému shromáždění a předsednictví na soudech. Jejich počet, délka funkčního období a pravomoci jsou proto podobné jako u římských konzulů s tím podstatným rozdílem, že římští konzulové byli ještě vrchními veliteli římské armády, což bylo sufetům zjevně odepřeno.
Výraz sufet však nebyl vyhrazen pro hlavy kartaginského státu. Ke konci kartaginské nadvlády v západním Středomoří byla politická koordinace mezi Kartaginci v koloniích a Kartágu pravděpodobně vyjádřena prostřednictvím regionální hierarchie sufetů. Například některé epigrafické doklady ze Sardinie za punské nadvlády jsou datovány čtyřmi jmény: nejen sufety na ostrově, ale také sufety z domovské severní Afriky.
Další důkazy o sufetech nalezených ve větších osadách římské Sardinie naznačují, že úřad, který tam pod kartaginskou nadvládou existoval tři století, byl používán potomky punských osadníků jako výraz odmítnutí kulturní i politické asimilace ze strany jejich římských dobyvatelů. Doklady o úřednících v punském stylu se epigraficky vytrácejí teprve až ke konci prvního století př. n. l., třebaže dva sufetové se vyskytují v Bithýnii ještě v polovině druhého století našeho letopočtu.

## Pozdější výskyt
Oficiální státní terminologie pozdní republiky a císařství změnila význam slova sufet tak, že označoval místní magistráty v provincii Afrika, ačkoli sufetové se objevili i v tak vzdálených městech, jako bylo Volubilis v současném Maroku. Instituce je doložena ve více než čtyřiceti pokartaginských městech od třetí punské války po vládu císaře Commoda ve druhém století. Do osady ovládané sufety patřily Althiburos, Calama, Capsa, Cirta, Gadiaufala, Gales, Limisa, Mactar, Thugga a Volubilis.
Na rozdíl od kontinuity punského osídlení na Sardinii, převládající název sufet ve vnitrozemských oblastech římské Afriky, které byly dříve neosídleny Kartagiňany, naznačuje, že osadníci a punští uprchlíci se snažili zalíbit římským úřadům tím, že ochotně přijali vládu pod jim srozumitelným názvem.
Tři sufetové současně ve funkci se objevují v prvním století našeho letopočtu v záznamech z Althiburu, Mactaru a z Thuggy. V těchto případech pozice třetího kmenového vůdce, která neměla roční periodicitu, znamenala konečný bod v asimilaci vnějších afrických kmenů do římského politického systému.
Blízky výraz sufes se objevuje v nejméně šesti dílech latinské literatury. Chybné odkazy na kartaginské „krále“ vyjadřované latinským výrazem rex však prozrazují překlady římských autorů z řeckých zdrojů, které sufety přirovnávaly k řeckým monarchům (starořecky βασιλεύς).